# Памятник Колумбу (Мадрид)
Памятник Колумбу (исп. Monumento a Colón) расположен на площади Колумба в Мадриде, Испания. Основание памятника выполнено в неоготическом стиле Артуро Мелидой, а увенчивающая его статуя работы Херонимо Суньоля.

## История
Первоначальная идея создания монумента в память о Христофоре Колумбе была выдвинута Изабеллой II в 1864 году, однако Славная революция 1868 года помешала осуществлению проекта. Позже эта идея получила дальнейшее развитие, поскольку проект мог послужить празднованию предстоящей свадьбы между Альфонсо XII и Марией де лас Мерседес. В 1877 году состоялся конкурс на проект, победителем которого стал Артуро Мелида. 17-метровый цоколь строился с 1881 по 1885 год. Его планировалось открыть 4 января 1886 года, но смерть монарха помешала этому событию.
Статуя высотой 3,3 м, выполненная из каррарского мрамора Херонимо Суньолем, изображающая Колумба, держащего флаг Кастилии, была передана мадридскому аюнтамьенто в 1892 году.
Памятник был демонтирован в 1976 году, а через год перенесён в соседнее место в Сады искупителей. В 2009 году он вернулся на своё первоначальное место в рамках реконструкции оси Прадо-Реколетос.